# Xavier Girard
Xavier Girard (ur. 14 lutego 1975 w Saint-Martin-d’Hères) – francuski kombinator norweski, srebrny medalista mistrzostw świata oraz srebrny medalista mistrzostw świata juniorów.

## Kariera
W Pucharze Świata Xavier Girard zadebiutował 17 stycznia 1987 roku w Autrans, gdzie zajął 24. miejsce w konkursie rozgrywanym metodą Gundersena. Był to jego jedyny występ w sezonie 1986/1987 i wobec braku zdobytych punktów (do sezonu 2001/2002 obowiązywała inna punktacja Pucharu Świata) nie został uwzględniony w klasyfikacji generalnej. W 1988 roku wystąpił na igrzyskach olimpijskich Calgary, gdzie był ósmy w sztafecie, a indywidualnie zajął 32. pozycję.
Najlepsze wyniki osiągnął w sezonie 1988/1989. Już w swoim pierwszym starcie sezonu, 29 grudnia 1988 roku w Oberwiesenthal zdobył pierwsze punkty, zajmując 15. miejsce. W ostatnich zawodach cyklu, 25 marca 1989 roku wywalczył swoje jedyne pucharowe podium, zajmując drugie miejsce w Thunder Bay. W klasyfikacji generalnej zajął 19. miejsce. W lutym 1989 roku wystąpił na mistrzostwach świata w Lahti, gdzie zajął dziewiąte miejsce w sztafecie, a indywidualnie był dwudziesty. Ponadto na Mistrzostwach Świata Juniorów w Vang zdobył srebrny medal w zawodach drużynowych.
Największy sukces w karierze osiągnął podczas mistrzostw świata w Val di Fiemme w 1991 roku. Francuzi w składzie: Francis Repellin, Xavier Girard i Fabrice Guy wywalczyli srebrny medal w sztafecie, mimo iż po skokach zajmowali dopiero szóste miejsce. W konkursie indywidualnym zajmował dziewiąte miejsce po skokach, lecz nie obronił tej pozycji na trasie biegu i zawody ukończył na siedemnastej pozycji. Rok później brał udział w igrzyskach olimpijskich w Albertville, gdzie wystąpił tylko w konkursie indywidualnym, kończąc rywalizację na trzynastym miejscu. Girard startował w zawodach do 1994 roku, lecz nie osiągał już sukcesów. W 1994 roku zakończył karierę.

## Osiągnięcia

### Igrzyska olimpijskie
| Miejsce | Dzień     | Rok  | Miejscowość | Konkurencja           | Wynik zwycięzcy | Strata  | Zwycięzca      |
| ------- | --------- | ---- | ----------- | --------------------- | --------------- | ------- | -------------- |
| 8.      | 24 lutego | 1988 | Calgary     | Sztafeta K-90/3x10 km | 1:20:46,0       | +6:23,4 | RFN            |
| 32.     | 28 lutego | 1988 | Calgary     | Gundersen K-90/15 km  | 38:16,8         | +5:23,4 | Hippolyt Kempf |
| 13.     | 12 lutego | 1992 | Albertville | Gundersen K-90/15 km  | 44:28,1         | +3:33,9 | Fabrice Guy    |

### Mistrzostwa świata
| Miejsce | Dzień     | Rok  | Miejscowość   | Konkurencja             | Wynik zwycięzcy | Strata  | Zwycięzca           |
| ------- | --------- | ---- | ------------- | ----------------------- | --------------- | ------- | ------------------- |
| 20.     | 18 lutego | 1989 | Lahti         | Gundersen K-90/15 km    | 37:10,7         | +4:50,6 | Trond Einar Elden   |
| 9.      | 24 lutego | 1989 | Lahti         | Sztafeta K-90/3 × 10 km | 1:24:21,7       | +5.02,8 | Norwegia            |
| 17.     | 7 lutego  | 1991 | Val di Fiemme | Gundersen K-90/15 km    | 41:00,6         | +4:04,9 | Fred Børre Lundberg |
| 2.      | 8 lutego  | 1991 | Val di Fiemme | Sztafeta K-90/3 × 10 km | 1:21:22,5       | +1:16,3 | Austria             |

### Mistrzostwa świata juniorów
| Miejsce | Dzień    | Rok  | Miejscowość | Konkurencja              | Wynik zwycięzcy | Strata | Zwycięzca |
| ------- | -------- | ---- | ----------- | ------------------------ | --------------- | ------ | --------- |
| 2.      | 18 marca | 1989 | Vang        | Drużynowo K-90/3 × 10 km | ?               | ?      | Norwegia  |

### Puchar Świata

#### Miejsca w klasyfikacji generalnej
- sezon 1988/1989: 19.
- sezon 1989/1990: 35.
- sezon 1990/1991: 23.
- sezon 1991/1992: 33.

#### Miejsca na podium chronologicznie
| Nr | Data          | Miejscowość | Konkurencja         | Wynik zwycięzcy | Pozycja | Strata | Zwycięzca      |
| -- | ------------- | ----------- | ------------------- | --------------- | ------- | ------ | -------------- |
| 1. | 25 marca 1989 | Thunder Bay | Gundersen K90/15 km | ?               | 2.      | +7.9 s | Hippolyt Kempf |

### Puchar Kontynentalny

#### Miejsca w klasyfikacji generalnej
- sezon 1990/1991: 27.
- sezon 1992/1993: 27.
- sezon 1993/1994: 61.

#### Miejsca na podium chronologicznie
Girard nigdy nie stał na podium indywidualnych zawodów Pucharu Kontynentalnego.